# Вукан Ђорђевић
Вукан Ђорђевић (Пирот, 26. фебруара 2000) српски је фудбалер, који тренутно наступа за Графичар, на позајмици из Црвене звезде.

## Статистика

#### Клупска
Ажурирано 10. јануара 2020.
| Клуб     | Сезона   | Лига                | Лига    | Лига   | Национални куп | Национални куп | Европа  | Европа | Остало  | Остало | Укупно  | Укупно |
| Клуб     | Сезона   | Дивизија            | Наступа | Голова | Наступа        | Голова         | Наступа | Голова | Наступа | Голова | Наступа | Голова |
| -------- | -------- | ------------------- | ------- | ------ | -------------- | -------------- | ------- | ------ | ------- | ------ | ------- | ------ |
| Графичар | 2018/19. | Српска лига Београд | 20      | 7      | —              | —              | —       | —      | —       | —      | 20      | 7      |
| Графичар | 2019/20. | Прва лига Србије    | 13      | 1      | —              | —              | —       | —      | —       | —      | 13      | 1      |
| Графичар | Укупно   | Укупно              | 33      | 8      | —              | —              | —       | —      | —       | —      | 33      | 8      |

## Трофеји и награде
Графичар
- Српска лига Београд: 2018/19.[6]